# Барон Брум и Вокс
Барон Брум и Вокс из Брума в графстве Уэстморленд и из замка Хайг Хэд Касла в графстве Камберленд — наследственный титул в системе Пэрства Соединенного Королевства. Он был создан 22 марта 1860 года для адвоката и политика-вига Генри Питера Брума (1778—1868), с правом наследования для его младшего брата Уильяма Брума. Он заседал в Палате общин от Камелфорда (1810—1812), Винчелси (1815—1830), Нерсборо (1830) и Йоркшира (1830), а также занимал должность лорда-канцлера Великобритании (1830—1834). 22 ноября 1830 года для Генри Брума уже был создан титул барона Брума и Вокса из Брума в графстве Уэстморленд (Пэрство Соединённого королевства), с правом наследования его мужских потомков.
После его смерти в 1868 году баронский титул 1830 года прервался, так как у него не было сыновей, а баронство унаследовал его младший брат Уильям Брум, 2-й барон Брум и Вокс (1795—1886). Ранее он представлял Саутуарк в Палате общин (1831—1835). Его праправнук Майкл Джон Брум, 5-й барон Брум и Вокс (1938—2023), который стал преемником своего отца в 1967 году, был одним из девяноста избранных наследственных пэров, которые оставались в Палате лордов после принятия Акта Палаты лордов 1999 года, где сидел на скамейках консерваторов. По состоянию на 2024 год носителем титула являлся его сын, Чарльз Уильям Брум, 6-й барон Брум и Вокс, который стал преемником своего отца в 2023 году.

## Бароны Брум и Вокс, первая креация (1830)

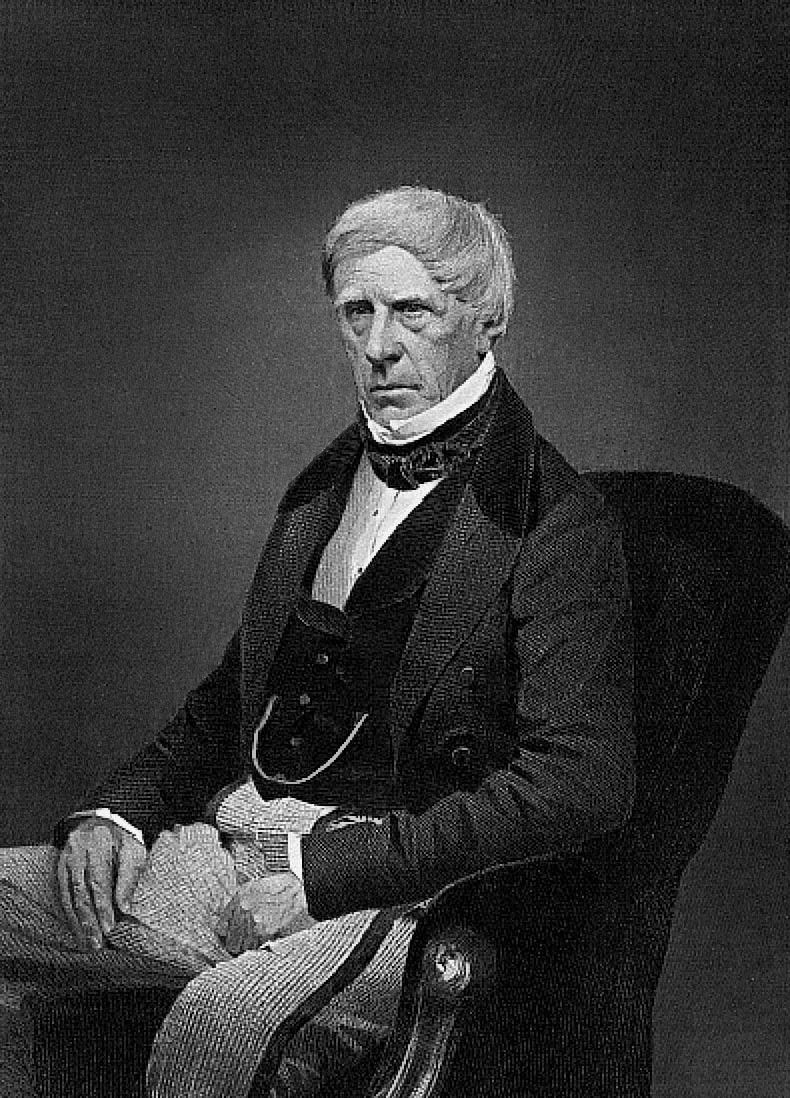
Генри Брум, 1-й барон Брум и Вокс (1778—1868)

- 1830—1868: Генри Брум, 1-й барон Брум и Вокс (19 сентября 1778 — 7 мая 1868), старший сын землевладельца Генри Брума (1742—1810)[1].

## Бароны Брум и Вокс, вторая креация (1860)

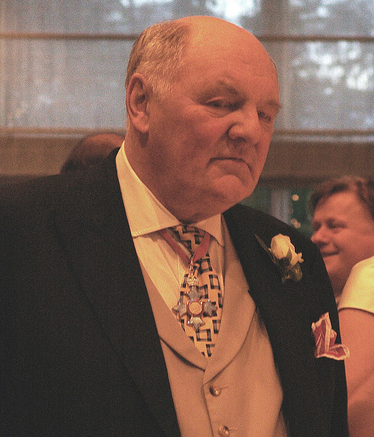
Майкл Джон Брум, 5-й барон Брум и Вокс (1938—2023)

- 1860—1868: Генри Брум, 1-й барон Брум и Вокс (19 сентября 1778 — 7 мая 1868), старший сын Генри Брума (1742—1810)[1];
- 1868—1886: Уильям Брум, 2-й барон Брум и Вокс[англ.] (26 сентября 1795 — 3 января 1886), пятый сын Генри Брума, младший брат предыдущего[2];
- 1886—1927: Генри Чарльз Брум, 3-й барон Брум и Вокс[англ.] (2 сентября 1836 — 24 мая 1927), старший сын предыдущего[3];
- 1927—1967: Виктор Генри Питер Брум, 4-й барон Брум и Вокс[англ.] (23 октября 1909 — 20 июня 1967), старший сын достопочтенного Генри Брума (1887—1927), единственного сына 3-го барона Брума и Вокса[4];
- 1967—2023: Майкл Джон Брум, 5-й барон Брум и Вокс (2 августа 1938 — 27 августа 2023), старший сын предыдущего от второго брака[5]
- 2023 — настоящее время: Чарльз Уильям Брум, 6-й барон Брум и Вокс (род. 9 ноября 1971), единственный сын предыдущего от второго брака[6];
  - Наследник титула: достопочтенный Генри Джордж Брум (род. 9 ноября 2012), старший сын предыдущего[7].